# La tomba insanguinata
La tomba insanguinata (Angel Esquire) è un romanzo giallo scritto nel 1908 da Edgar Wallace. In Italia è apparso anche con i titoli La busta rossa, L'oro di Satana, L'enigma della cassaforte, Angel Esquire e Il segreto della cassaforte.

## Trama
Reale è un ex biscazziere che ha accumulato una fortuna rovinando persone ai suoi tavoli da gioco. Ora che sa di stare per morire, ha rinchiuso i suoi milioni in una cassaforte inespugnabile, e intende lasciare degli indizi per la sua apertura, sotto forma di enigmi, ai suoi tre ex complici, i criminali Jimmy, Connor e Massey, e a Kathleen Kent, figlia di una delle persone da lui rovinate. Quando ne viene informato, Massey perde la testa e lo uccide seduta stante, finendo poi ammazzato lui stesso da una delle trappole predisposte da Reale a guardia della sua abitazione. Ora i tre "eredi" sopravvissuti devono trovare da soli la chiave dell'enigma lasciato da Reale.
Solo che la caccia ai milioni fa gola anche al disonesto avvocato Spedding e alla "Banda di Londra" (i complici di Connor). E che sulle tracce dell'enigma si mette presto anche l'eccentrico detective di Scotland Yard Christopher Angel, ex-cacciatore di leoni in Africa, e ora intenzionato a dipanare questo mistero prima che si evolva in qualcosa di più tragico.

## Personaggi principali
- Christopher Angel: detective di Scotland Yard
- Reale: ex biscazziere
- Jimmy, Connor, Massey: i suoi complici
- Kathleen Kent: figlia di una delle vittime di Reale
- William Spedding: avvocato di Reale
- Bat Sands, Curt Goyle, Vinnis: membri della "Banda di Londra"
- George: vecchio eccentrico

## Opere derivate
- Angel Esquire, regia di W.P. Kellino (1919)
- La tomba insanguinata (Die Gruft mit dem Rätselschloss), regia di Franz Josef Gottlieb (1964)

## Edizioni italiane
- Edgar Wallace, L'oro di Satana, in "6 romanzi del brivido", traduzione di Maria Picolli, Milano, Atlante, 1931,  p. 725.
- Edgar Wallace, Il segreto della cassaforte, Milano, Bietti, 1933,  p. 318.
- Edgar Wallace, L'enigma della cassaforte, S.A.C.S.E., 1936,  p. 237.
- Edgar Wallace, La busta rossa, collana Doppio disco giallo, n. 11, traduzione di Enzo Gemignani, Firenze, Nerbini, 1946,  p. 184.
- Edgar Wallace, Angel Esquire, collana La biblioteca classica del romanzo giallo, Garden Editoriale, 1992,  p. 159.
- Edgar Wallace, L'enigma della cassaforte, collana Il Giallo economico classico, Newton Compton editori, 1995.
- Edgar Wallace, La tomba insanguinata, collana I Capolavori dei Gialli, Arnoldo Mondadori Editore, 1965,  p. 159.
- Edgar Wallace, La tomba insanguinata, collana I classici del Giallo Mondadori n. 1401, traduzione di Fenisia Giannini, Arnoldo Mondadori Editore, 2017.